# Hans Zenker
Hans Zenker (ur. 10 sierpnia 1870 w Bielsku, zm. 18 sierpnia 1932 w Getyndze) – niemiecki oficer marynarki wojennej, admirał, w latach 1924–1928 dowódca Reichsmarine (Marynarki Rzeszy).
Urodził się w Bielsku (dziś Bielsko-Biała) w granicach monarchii austro-węgierskiej. 13 kwietnia 1889 r. wstąpił do niemieckiej Kaiserliche Marine (Cesarskiej Marynarki Wojennej). Służył jako dowódca kilku okrętów wojennych, w tym torpedowców, dwóch lekkich krążowników – SMS „Lübeck” (1911) i SMS „Cöln” (1912–1913) – oraz krążownika liniowego SMS „Von der Tann” (1916–1917). Z tym ostatnim brał udział w bitwie jutlandzkiej.
W 1917 r. Zenker dołączył do Sztabu Admiralskiego. Powierzono mu stanowisko Komendanta Obrony Obszaru Morskiego Morze Północne, które utrzymał do końca I wojny światowej. Po wojnie jako inspektor artylerii morskiej był w latach 1920–1923 dowódcą tego obszaru.
1 października 1924 r. Zenker został awansowany na Naczelnego Dowódcę Marynarki Rzeszy (Reichsmarine). Podczas swojego urzędowania dążył do umocnienia formacji osłabionej zawirowaniami rewolucyjnymi roku 1918 i ograniczeniami narzuconymi traktatem wersalskim. Składał liczne zamówienia na większe typy okrętów, a także rozpoczął debatę na temat konieczności zakupu pancerników. Jednocześnie oprócz oficjalnych zamówień publicznych, poczynił tajne plany zbrojeniowe, których ujawnienie w ramach tzw. afery Lohmanna, doprowadziło do jego dymisji we wrześniu 1928 r. przez ministra obrony Wilhelma Groenera.
Ostatnie lata życia spędził w dolnosaksońskim Osterode am Harz. Jego syn, Karl-Adolf Zenker, był inspektorem marynarki zachodnioniemieckiej w latach 1961–1967.

## Odznaczenia
Odznaczenia adm. Zenkera to między innymi:
- Order Orła Czerwonego IV klasy z koroną
- Order Królewski Korony II klasy z mieczami
- Kawaler Orderu Hohenzollernów z mieczami
- Krzyż Żelazny I klasy
- Odznaka za Służbę Wojskową
- Kawaler II klasy Orderu Lwa Zeryngeńskiego (Badenia)
- Oficer Orderu Zasługi Wojskowej z mieczami (Bawaria)
- Krzyż Zasługi Orderu Zasługi Filipa Wspaniałomyślnego (Hesja)
- Krzyż Fryderyka Augusta II klasy (Oldenburg)
- Komandor II klasy Orderu Alberta z mieczami (Saksonia)
- Komandor II klasy Orderu Fryderyka z mieczami (Wirtembergia)